# Le Broc, Puy-de-Dôme

Le Broc este o comună în departamentul Puy-de-Dôme, Franța. În 1 ianuarie 2022 avea o populație de 632 de locuitori.